# Lothar Stein
Lothar Stein (* 1962) ist ein ehemaliger deutscher Basketballspieler und -trainer.

## Leben
Stein, ein 1,83 Meter großer Aufbauspieler, spielte für die SG FT/MTV Braunschweig. Ab 1983 war er spielender Co-Trainer und betreute die Mannschaft mit seinem Vater Eckhard als Trainergespann. Leistungsträger der Mannschaft war Bruder Harald. Sie führten die SG-Mannschaft 1987 in die 2. Basketball-Bundesliga. In der Zweitligasaison 87/88 wurden die Braunschweiger unter Leitung der Steins Sechster. Da die sportlich qualifizierten Mannschaften auf einen Aufstieg in die Bundesliga verzichteten, rückten Steins Braunschweiger nach und traten 1988/89 in der ersten Liga an. Zunächst war Lothar Stein in der Bundesliga ebenfalls Spielertrainer und teilte sich die Traineraufgabe weiterhin mit seinem Vater, im Laufe der Saison verlagerte der 1,83 Meter große Aufbauspieler jedoch seinen Schwerpunkt vollends auf die Traineraufgabe. Er war der erste Trainer in Braunschweig, der dieser Tätigkeit hauptamtlich nachging. Die Braunschweiger stiegen 1989 sieglos wieder aus der Bundesliga ab. Aus einem Vorstoß Steins und seines Vaters entstand 1990 das Leistungszentrum Basketball Braunschweig, um die Nachwuchsförderung voranzubringen.
In der Saison 1990/91 führte Stein die SG zum Gewinn des Meistertitels in der 2. Bundesliga Nord und somit zum Bundesliga-Aufstieg. Zudem erreichte Braunschweig mit Stein als Trainer das Endspiel des DBB-Pokals, dort verlor der Zweitligist gegen Rekordmeister Bayer Leverkusen. In der Saison 1992/93 führte er die Mannschaft erstmals zur Teilnahme an der Bundesliga-Meisterrunde. Im März 1994 wurde Stein bei den seinerzeit abstiegsbedrohten Braunschweiger von Mannschaftseigner Richard Hartwig seines Amtes enthoben, damit endete seine Trainerlaufbahn bei der SG. Im Laufe seiner Amtszeit in Braunschweig verhalf er Spielern wie Stephen Arigbabu, Niels Brüwer und Markus Wedler zum Sprung vom Nachwuchs in die Bundesliga. Stein ging 1994 nach Berlin, arbeitete in einem kaufmännischen Beruf. 1999 weilte er zeitweilig als Basketballtrainer in Japan. 2000 wurde Stein als Sportlehrer an der Medizinischen Hochschule Hannover (MHH) tätig.